# Locus (retorik)
Inom den klassiska retoriken användes begreppet locus inom minneskonsten, mnemnotekniken, där det avsåg den föreställda plats där talaren samlade sina argument. Ett motsvarande begrepp var topos i klassisk grekiska. Idag används minnespalats eller loci-metoden i liknande mening.